# Хайнрих III фон Нойенбаумбург
Хайнрих III фон Нойенбаумбург (на немски: Heinrich III, Raugraf von Neuenbaumburg/Neuenbaumberg; * пр. 1295; † 1344) е рауграф на Нойенбаумбург (в Ной-Бамберг, Рейнланд-Пфалц) и господар на Ноймаген.

## Произход
Той е вторият син на рауграф Хайнрих II фон Нойенбаумбург († ок. 1288) и съпругата му графиня Аделхайд фон Сайн († сл. 1309), дъщеря на граф Готфрид I фон Спонхайм-Сайн († 1283) и Юта фон Изенбург († 1314/1316). Майка му се омъжва втори път пр. 1292 г. за рауграф Конрад IV цу Щолценберг († сл. 1327).
Брат е на Готфрид фон Нойенбаумбург (* пр. 1295; † 1308), рауграф на Нойенбаумбург, и на Юта фон Нойенбаумбург († сл. 14 февруари 1344), омъжена пр. 19 март 1307 г. за Хайнрих фон Хоенфелс († 28 октомври 1329).

## Фамилия
Хайнрих III фон Нойенбаумбург се жени за графиня за Елизабет фон Боланден-Фалкенщайн-Мюнценберг († 1 септември 1328), дъщеря на Филип IV фон Фалкенщайн-Мюнценберг († сл. 1328) и графиня Аделхайд (Удалхилдис) фон Ринек († 1313), дъщеря на Томас фон Ринек († 1292) и Берта фон Катценелнбоген († 1307). Те имат децата:
- Филип I фон Нойенбаумбург († 28 октомври 1359), рауграф на Нойенбаумбург-Ноймаген, женен сл. 29 март 1333 г. за графиня Агнес фон Лайнинген († 1387/1389), дъщеря на граф Жофрид I фон Лайнинген-Харденбург († 1344) и Матилда фон Залм-Оберзалм († сл. 1341). Те имат шест деца, дъщеря му:
  - рауграфиня Елизабет фон Нойенбаумберг (* пр. 1373; † сл. 1407) е омъжена I. пр. 21 септември 1373 г. за Николаус IV фон Хунолщайн († 6 януари 1387), II. пр. 1 януари 1394 г. за Дитрих IV фон Даун-Брух/Бруч († 1400/1402).
- Готфрид фон Нойенбаумбург († сл. 1333)